# 虎豹別墅 (新加坡)

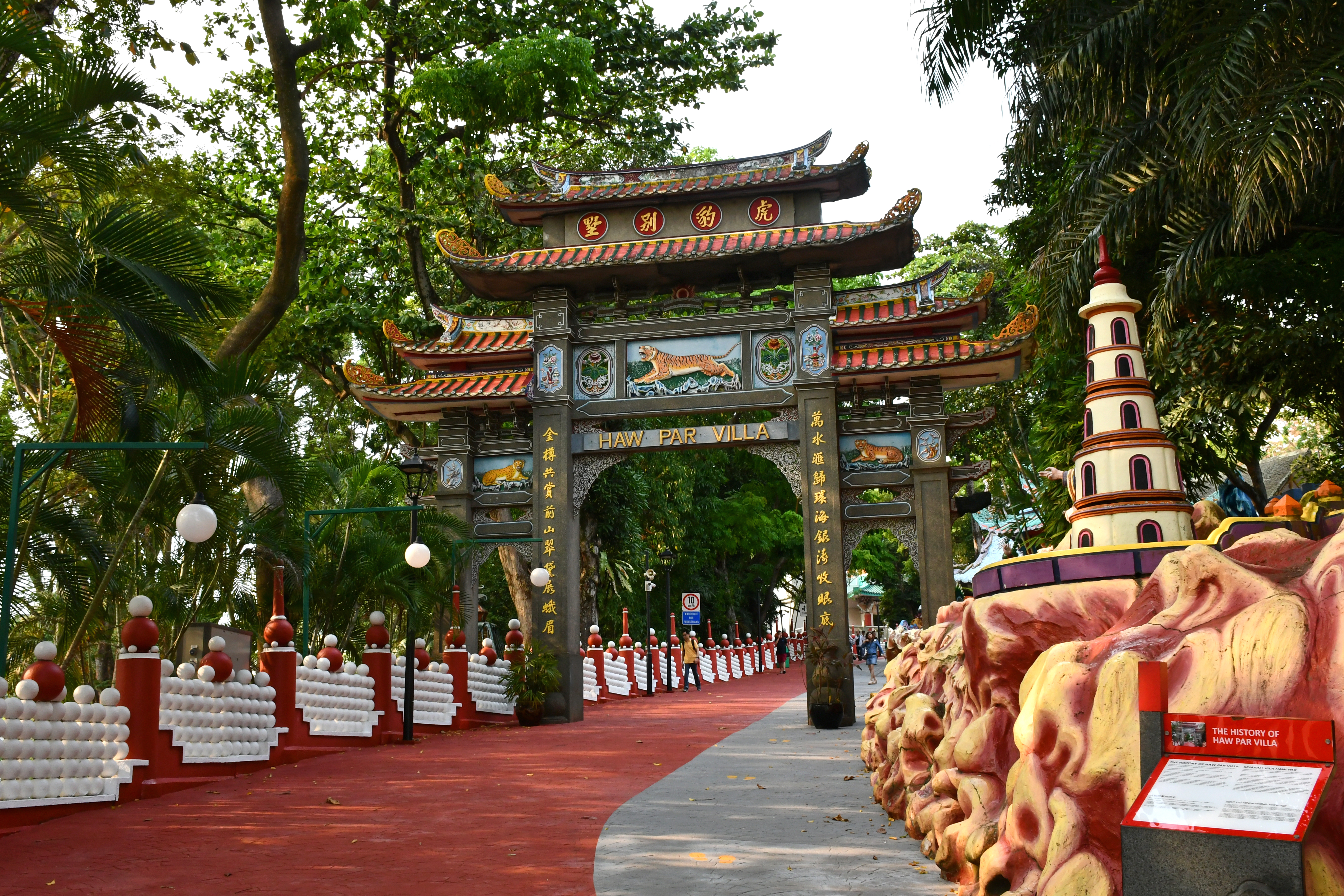
别墅的中式牌坊入口

新加坡的虎豹別墅，位於新加坡西南部的巴西班讓路，於1937年建造，為世界上第二座虎豹別墅，设有全球首个地狱博物馆。

## 歷史
1937年，胡文豹（胡文虎之弟）於新加坡興建第二座虎豹別墅。它是佔地面積最大的「虎豹別墅」，亦是胡文豹的住所，把中國民間故事集合於一處，包括西遊記、八仙大鬧龍宮、白蛇傳等人物。在1986年，它由「國際主題公園（新加坡）公司」奪得，並耗資新币8,000萬改建，面積再擴大一倍，在1990年重新收費開放，成人门票收费新币16元5角。在1995年，又用了新币600萬元進行局部修整。在1997年，成人门票收费被調低至新币11元5角，希望刺激人流。
根據新加坡旅遊局的資料，在1997年，9,400多名觀光客之中，有10.1%參觀了「虎豹別墅」，成為四大觀光熱點之一。唯在1998年，其排名降至第六。在1998年底，別墅錄得新币3,150萬元的虧損，後在1999年3月結束營業，並將主權退還新加坡旅遊局。虎豹别墅随后将入场费取消，免费对外开放。
2015年，别墅转手Journeys旅游公司。
别墅于2020年进行为期9个月的关闭整修，并于2021年7月1日重新开放。增添了室内冷气设备的十殿阎罗展览馆预计将在2021年10月28日正式开放。

## 基本資料
- 開放時間：每日上午9:00至晚上10:00[1]
- 入場費：免費
- 地址：新加坡巴西班讓路262號
- 郵區：118628

## 鄰近觀光熱點
- 肯特崗公園
- 西海岸公園
- 新加坡國立大學